# Periphetes forcipatus
Periphetes forcipatus är en insektsart som först beskrevs av Frederick Bates 1865.
Periphetes forcipatus ingår i släktet Periphetes och familjen Phasmatidae. Inga underarter finns listade i Catalogue of Life.